# Mont Florence
Pour les articles homonymes, voir Florence (homonymie).
Le mont Florence (en anglais : Mount Florence) est un sommet de la Sierra Nevada, aux États-Unis. Il culmine à 3 829 mètres d'altitude dans le comté de Madera, en Californie. Il est protégé au sein de la Yosemite Wilderness, dans le parc national de Yosemite.